# Bureau de recherche de pétrole
 (juin 2024).
Pour les articles homonymes, voir BRP.

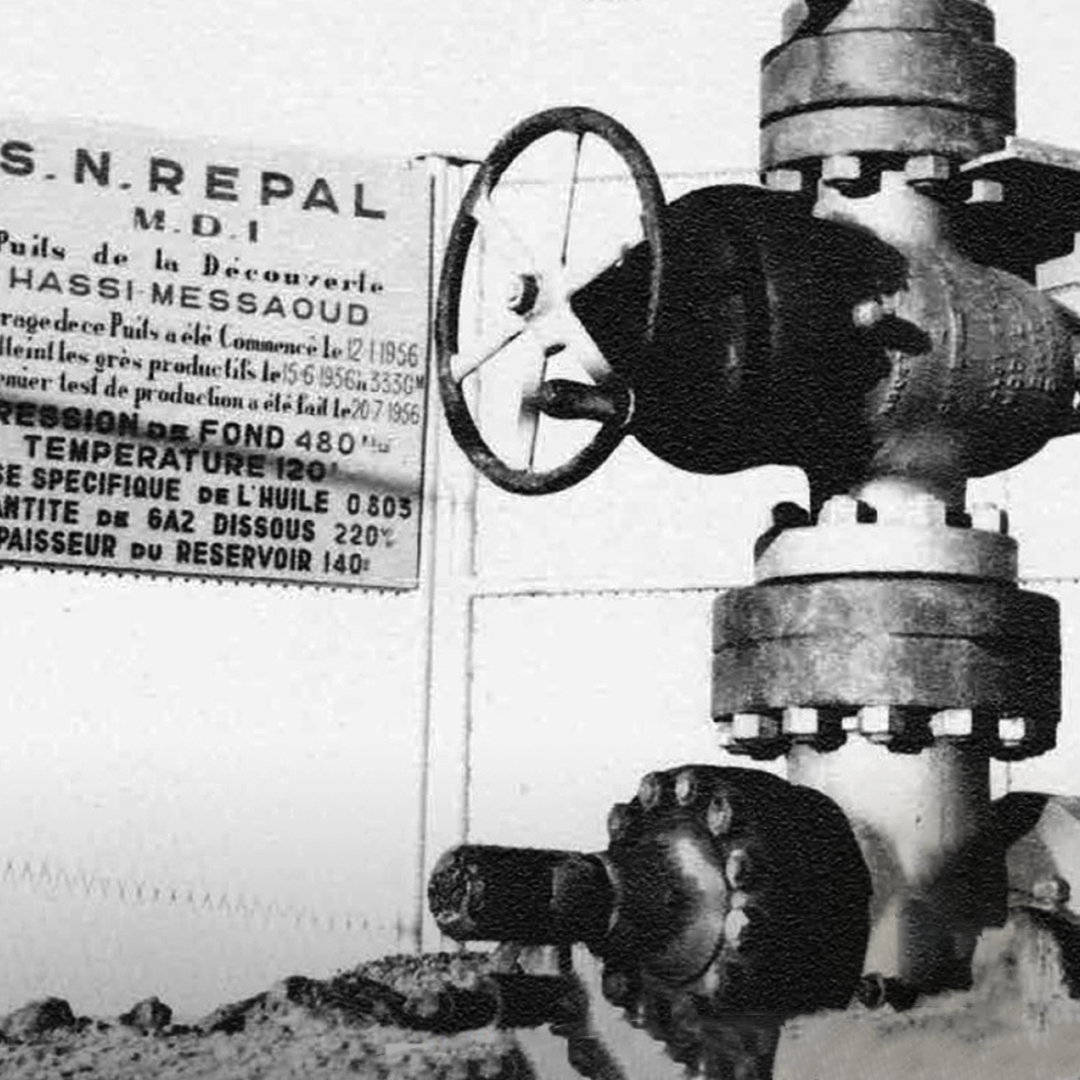
Le puits de la découverte de pétrole de Hassi Messaoud.

Le Bureau de recherche de pétrole (BRP) est un établissement public national français créé en 1945, qui assure la coordination des recherches pétrolières et participe à leur financement grâce aux subventions budgétaires qui lui sont accordées. Le BRP a en particulier travaillé à la recherche pétrolière à Hassi Messaoud en Algérie.

## Histoire
À la fin de la guerre, en 1945, pour répondre à la nécessité de recherche et de d'exploration, non seulement en France, mais aussi dans son empire colonial, le Bureau de recherches de pétrole (BRP) est créé. Sa mission est d'établir un programme de recherche nationale du pétrole pour créer une industrie intégrée verticalement, de l'exploration jusqu'à la station-service.
À la tête de ce BRP se trouvent des hommes comme Pierre Guillaumat, Paul Moch et Yves Delavesne. Le BRP devient le chef de file puisque pour assurer les finances du bureau, l'État français a apporté au BRP toutes ses participations dans les autres sociétés : Société nationale des pétroles d'Aquitaine (SNPA), Société nationale des pétroles Languedoc Méditerranée (SNPLM), La Chérifienne des pétroles.
L'objectif du BRP se réalise en 1966 avec la création de l'Entreprise de recherches et d'activités pétrolières (ERAP) qui a pour mission de créer une industrie pétrolière, indépendante, sans aucune aide de l'État, aussi bien financière que technique. Elle doit superviser toute la recherche en France et dans l'Union française (ancien empire colonial). Elle a pour mission de coordonner et superviser tous les aspects recherche, exploration, production, raffinage et distribution.
Avec l'immense empire colonial, la recherche se dirige vers l'Afrique. En effet, on a commencé à rechercher du pétrole au Sahara dès 1877, sans aucun résultat probant jusqu'à la période 1921-1932. Les sociétés internationales ont été découragées par l'immensité du désert saharien et toutes ont renoncé à l'exploration de cette contrée inhospitalière. Cependant, certains experts, dont Conrad Kilian, sont persuadés que le sous-sol saharien doit recéler des réserves d'or noir. En effet, par deux fois, en 1922, puis en 1927-1928, ce dernier signale, dans le nord du Hoggar et dans le Sahara central, des structures géologiques susceptibles de contenir du pétrole. Nicholas Menchikoff, autre expert géologue, décrit, quelques années plus tard, des grès de certaines régions sahariennes, comme présentant des structures favorables à la formation de « pièges ».
En 1946, en association avec le gouvernement général de l'Algérie, le BRP crée la Société nationale de recherche et d'exploitation de pétrole en Algérie (SN REPAL) dont le siège est à Hydra, sur les hauteurs d'Alger. Avec la création de cette société, la recherche géologique débute en 1948, en association avec la Compagnie française des pétroles (CFP) dans la région de Timimoun, Béni-Abbés et In-Salah, mais sans aucun résultat.
En 1950, le Sahara occidental est exploré, ainsi que la région de Reggane. En 1952, une superficie de 116 000km² est concédée à la SN REPAL ainsi qu'à la CFP. En 1953, 140 000 km2 sont accordés à la Compagnie de recherche et d'exploitation de pétrole au Sahara (CREPS), société détenue majoritairement par la Régie autonome des pétroles (RAP) et à 35% par Shell. D'autres concessions sont allouées à Shell, et une superficie totale de plus de 600 000 km2, plus grande que la France, est concédée pour l'exploration de pétrole.
Malgré des difficultés rencontrées, le pétrole ne tarde pas à jaillir. En effet, dès 1953-1954, du gaz est découvert par la CREPS au Djebel Berga. Mais l'année 1956 est une année historique car du pétrole est trouvé à Edjeleh en janvier et à Hassi Messaoud en juillet, puis, en novembre, c'est du gaz et des condensats qui sortent du sous-sol à Hassi R'Mel.
Ces découvertes sont le fait de la CREPS, de la SN REPAL et de la CFP Algérie tandis que la Société nationale des pétroles d'Aquitaine (SNPA) découvre le gisement d'El Gassi, au sud d'Hassi Messaoud à la fin des années 1950. Ces résultats viennent à point nommé pour soulager la dépendance de la France vis-à-vis du pétrole du Moyen-Orient, qui est alors de 90%. Toutes ces sources permettent à la France de réduire de moitié sa dépendance puisqu'en 1960, la production atteint 14 millions de tonnes, soit 45% de la consommation nationale.
Dès 1962, la question de réorganiser le BRP et ses filiales se pose. En 1966, la RAP, la SNPA et le BRP fusionnent pour donner naissance à l’ERAP Elf-RAP, avant d'être rebaptisée Société nationale Elf Aquitaine (SNEA) le 1er septembre 1976. SNEA fusionne avec le groupe Total-Fina en 2000.